# Psyllaephagus pallidipes
Psyllaephagus pallidipes är en stekelart som först beskrevs av Girault 1915.  Psyllaephagus pallidipes ingår i släktet Psyllaephagus och familjen sköldlussteklar. Inga underarter finns listade i Catalogue of Life.